# ديفيد جنسن (لاعب هوكي جليد)
ديفيد جنسن (بالإنجليزية: David Henry Jensen)‏ هو لاعب هوكي جليد أمريكي، ولد في 3 مايو 1961 في منيابولس في الولايات المتحدة.

## وصلات خارجية
- ديفيد جنسن على موقع دوري الهوكي الوطني (الإنجليزية)
- ديفيد جنسن على موقع قاعة مشاهير الهوكي (لاعب أن.إتش.أل) (الإنجليزية)
- ديفيد جنسن على موقع EliteProspects.com (الإنجليزية)
- ديفيد جنسن على موقع HockeyDB.com (الإنجليزية)
- ديفيد جنسن على موقع Hockey-Reference.com (الإنجليزية)
- ديفيد جنسن على موقع أوليمبيديا (الإنجليزية)